# ژانگ جینجینگ
ژانگ جینجینگ (انگلیسی: Zhang Jinjing؛ زادهٔ ۱ نوامبر ۱۹۷۷) ژیمناست هنری اهل چین بود.